# Adenolisianthus
Adenolisianthus  es un género de planta con flor en la familia de las Gentianaceae.

## Especies
- Adenolisianthus arboreus  Gilg 1895
- Adenolisianthus virgatus Gilg [1]

## Hábitat
Se hallan en la cuenca del río Negro (Amazonas) y el Vaupés. Su área de distribución cubre el noroeste de Brasil y sectores sureños de Venezuela y de Colombia.  Primariamente su hábitat son sabanas  de tierras bajas, arenosas.